# Peter Mahne
Peter Mahne, slovenski rokometaš, * 2. marec 1959, Ljubljana.
Mahne je za Jugoslavijo nastopil na Poletnih olimpijskih igrah 1980 v Moskvi, kjer je z rokometno reprezentanco osvojil šesto mesto.